# Code-E
Code-E é uma série de televisão japonesa animada pelo Estúdio DEEN, baseado no conceito original de Ichiro Sakaki e com a direção de Toshiyuki Kato. É programado para ter 12 episódios. Estreou no Japão no dia 3 de julho de 2007. Existe uma segunda temporada dessa série, com o título de "Mission E".

## Enredo
Chinami Ebihara é uma estudante de highschool que emite ondas eletromagnéticas quando suas emoções são afetadas. As ondas afetam aparelhos eletrônicos como telefones de cela, televisões, e computadores. A habilidade dela força sua família a mover de um local a outro. No ano 2017, Chinami Ebihara encontra um lugar que parece muito familiar aos seus hábitos, e sua família decide ficar. Na escola, um menino chamado Kotaro Kannagi nota a habilidade dela e a pergunta se eles podem ser amigos. Sonomi Kujo, a filha de uma família rica que amou Kotaro Kannagi desde que eles eram muito jovens reage com ciúme ao interesse dele, enquanto Yuma Saihashi, um miko com poderes iguais a de Chinami tenta guiar e a advertir. Logo, dois estrangeiros mal intencionados chegam e começam a observar seus atos.

## Personagem principal
Chinami Ebihara (海老原 千波美, Ebihara Chinami)
Chinami Ebihara é uma menina 17 anos desajeitada. Ela usa óculos e o uniforme colegial. Ela gosta de ler e ajardinar. Ela não pode usar aparelhos eletrônicos por causa da sua habilidade para emitir ondas eletromagnéticas em seu corpo, mas eles não são libertados a menos que ela esteja envergonhada, assustada, ou nervosa. Um modo de controlar o seu poder está fazendo uma espécie de multiplicação para se tranquilizar, mas ela não pode se controlar em libertar ondas de frequência.